# Jakún

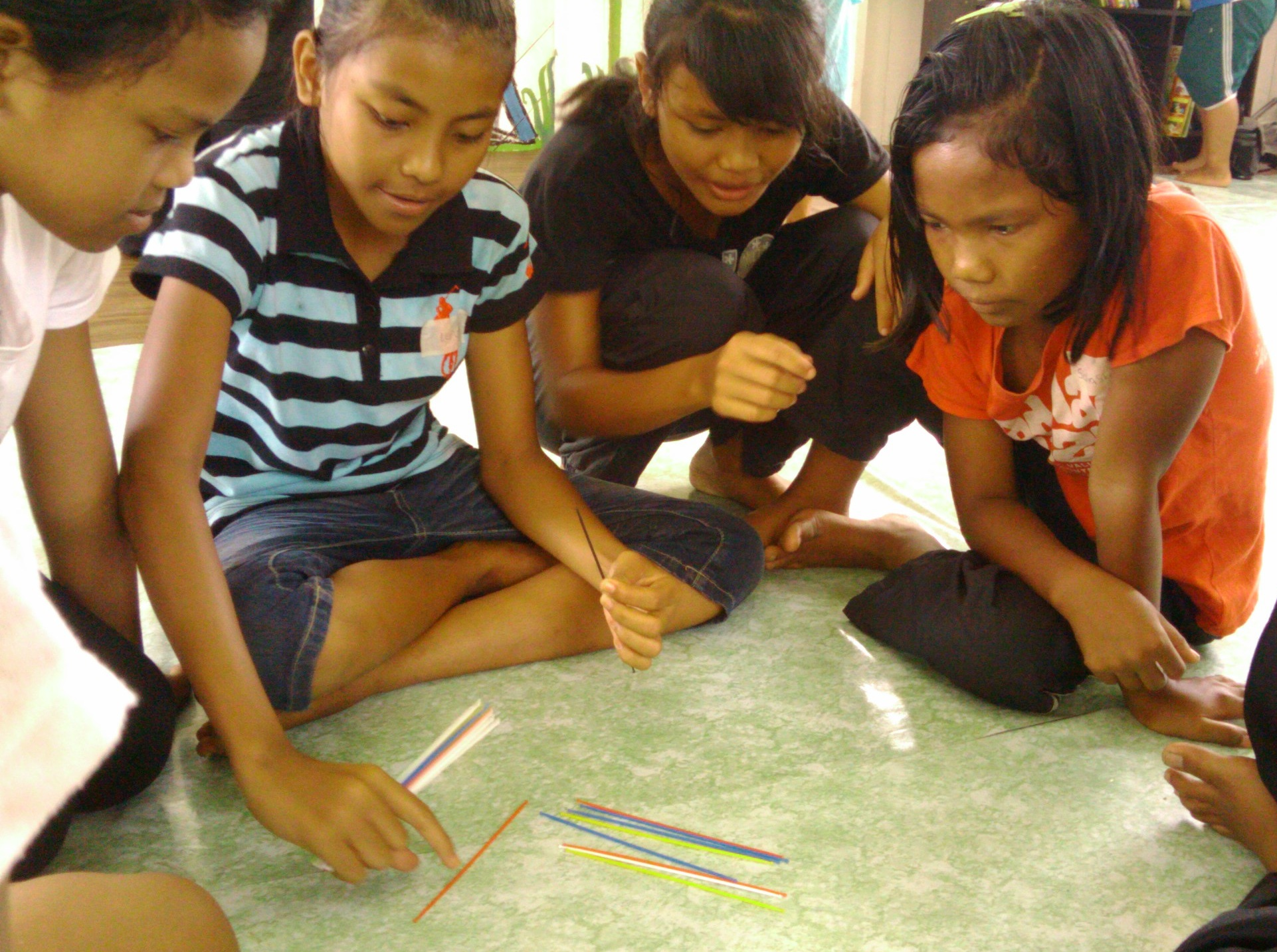
Adolescentes jakún jugando en la biblioteca comunitaria.

Los jakún son un grupo étnico conformado por una diversidad de grupos de montaña que viven en el extremo meridional de la península de Malaca (Malasia). Están divididos en varios subgrupos, entre los que se incluyen los jakún propiamende dichos, los beduanda, belanda, berembun, semang, kenaboi, mantra, semalai, temuan, temoq y udai.
Los jakún practican una forma de agricultura, lo cual indica el abandono del modo de vida nómada. Dependen de los malayos, con quienes comercian, y han llegado a estar explotados por estos. Al mismo tiempo, están perdiendo su identidad particular y están siendo absorbidos por la mayoría malaya. Su lengua es una versión arcaica del malayo.
- Datos: Q2983408
- Multimedia: Jakun people / Q2983408